# Spațiu de depozitare
Există o industrie în care spațiul de stocare (cum ar fi camere, dulapuri, containere 
și / sau spațiu în aer liber), de asemenea , cunoscut sub numele de "unități de stocare 
"este închiriată chiriașilor, de obicei , pe termen scurt sau lung în funcție de preferințele
chiriașului de spațiu pentru depozitare aceștia pot fi întreprinderi și persoane fizice. 
Industria spațiilor pentru depozitare este în deplină creștere, în primul rând 
industria spațiilor de depozitare a Statele Unite ale Americii are la bază: 58.000 de furnizori 
spații de depozitare la nivel mondial. În anul 2009, un total de 46.000 au fost situate 
în Statele Unite ale Americii. [1] Experții din industrie spun că adesea aceste spații
sunt foarte utile atunci când chiriașul se muta într-o altă zonă și are nevoie de spațiu
pentru a stoca elemente (piese de mobilier, echipamente electronice, aparate electrocasnice,etc)
până când acestea pot fi mutate în noua locație, sau o căsătorie ulterioară din care rezultă un cuplu cu elementele duplicate.
Facilitățile spațiilor de depozitare închiriate pe termen scurt (de multe ori o lună la lună,
deși opțiunile pentru contractele de leasing pe termen lung sunt disponibile) pentru persoane fizice
(de obicei, depozitează bunuri de uz casnic, aproape toate jurisdicțiile interzic ca spațiul să fie folosit ca reședință) 
sau pentru întreprinderi (de obicei, stocarea în exces de inventar sau înregistrări arhivate). 
Unele facilități oferă cutii, încuietori și consumabile de ambalare de vânzare pentru a ajuta
chiriașii în ambalarea și păstrarea în siguranță a bunurilor acestora, și poate oferi, de asemenea,
închirieri de camion (sau poate permite folosirea gratuită a unui camion pentru un nou chiriaș). 
Spațiile de închiriat sunt asigurate și blocate cu cheia de către chiriaș.
Într-un depozit închiriat nu se intră în posesia sau controlul asupra conținutului
spațiului de către proprietar, cu excepția cazului când un drept de gaj este impus pentru neplata chiriei. 
Cererea pentru spații de depozitare rămâne stabilă începând cu T4 2015.
Sursa pentru auto-depozitare este, de asemenea, relativ stabilă. De multe ori,
procesul de a construi o nouă clădire de depozitare este costisitor și poate dura ani de zile.
În plus, această clasă de active specifice devine adesea împinge înapoi de la comunități, datorită naturii sale. [2] 
Sectorul de depozitare este extrem de fragmentat, ceea ce este în contrast cu alte clase de active în industrie.
Aproape 80% dintre spațiile de depozitare sunt deținute de către persoane fizice sau investitori mici.
Recent, trusturi de investiții imobiliare (REITs), au demonstrat un apetit sănătos pentru această clasă de active. 